# Gould, Arkansas
Gould är en ort i Lincoln County i delstaten Arkansas, USA.